# Земельна реформа в Польщі в 1920-х роках
Земельна реформа в Польщі у 1920-х роках була спрямована на створення фермерських господарств у Польщі. Проходила у три етапи на основі проекту закону «Про основи земельної реформи» який був ухвалений як постанова 10 липня 1919 року, закону «Про земельну реформу», закону «Про проведення земельної реформи» від 1920 року та закону «Про виконання аграрної реформи» від 25 серпня 1925 року.

## Передумови
Польська Республіка, яка постала у листопаді 1918 року була аграрною. У сільському господарстві було задіяно 64 % працездатного населення. Було дуже багато дрібних господарств. Наділи, розміри яких не перевищували 5 га, належали 60 % всіх агрогосподарств, на їх частку припадало 15 % всієї ріллі. На 3 % фермерів, що володіли наділами більшими за 20 га ріллі — 10 % всієї ріллі. На долю поміщиків припадало 44,8 % всієї ріллі, хоча вони становили лише 0,6 % від всіх власників землі.
У політичному житті домінували селянські партії «Пяст», «Визволєня». Вони виступали за розподіл поміщицьких земель між селянами, одночасно за збереження польських землеволодінь на Західній Україні. Соціалісти вимагали передачу земель у державну власність.

## Постанова «Про основи земельної реформи» (1919)
У результаті компромісів, з перевагою в один голос, 10 липня 1919 року Законодавчий сейм Польщі схвалив постанову «Про основи земельної реформи». Нею було передбачено що держава щороку мала викупляти до 200 тис. га у російських та німецьких поміщиків, занедбаних земель польських поміщиків. Викупу не підлягали землі майоратів, маєтки, що спеціалізувалися на насінництві, тваринництві і риболовстві, незалежно від їх площі. Церковні та монастирські землі могли бути відчужені тільки за погодженням з Ватиканом.
З державного парцеляційного фонду для малоземельних та безземельних мало виділятися 80 % цих земель (після зміни уряду 60 %), решта — продаватися для створення фермерських господарств. Поміщики на суто польських землях могли володіти до 180 га, на інших — до 400 га. Ця постанова, яка не набрала закону, і мала вступити в дію після спеціальної ухвали сейму, зміцнила заможних селян. Для отримання безплатної землі потрібно було довести спроможність введення господарства, тому бідні селяни майже нічого не отримали. У 1919—1920 роках у фонд держави перейшло 576,5 тис. га, з яких тільки 50 тис. га було розпарцельовано і продано дрібним власникам Польщі.

## Закон «Про земельну реформу» (1920)
Наступ Червоної армії на Варшаву в липні 1920 року змусив прийняти закон «Про земельну реформу», який мав на меті підтримати патріотизм польських селян. Цей закон вносив зміни до попередньої постанови.
За законом держава викупляла у поміщиків і церкви землю, що перевищували норму, за половину ринкової ціни. Селяни могли створювати господарства з наділом до 15 га з правом докупівлі до 23 га, а на східних та західних землях до 45 га. Держава мала передати 80 % отриманих земель безземельним селянам.
Для реалізації програми була створена Головна земельна управа (з 1923 року — Міністерство аграрних реформ). У воєводствах і повітах створювалися управління та комісії, які здійснювали на місцях контроль та парцеляцію, координували діяльність Державного сільськогосподарського банку.
У грудні 1920 року з ініціативою Юзефа Пілсудського до закону були внесені зміни про роздачу землі ветеранам війни з більшовиками на територіях, населеними українці. Ця роздача отримала назву «польське осадництво». Ветеран з вищою освітою міг отримати до 45 га землі, з середньою — до 20 га. Ці наділи без згоди держави не могли змінити власника. Якщо п'ять років вони обробляли землю належним чином, то не сплачували державі викуп за наділ. До 1925 року 9 тисяч осадників отримали в середньому по 18 га землі на Західній Україні, тоді як переважна більшість українців мали наділи, що не перевищували 5 га.
У 1921—1925 роках розпарцельовано 690 тис. га землі. З них 472 тис. га належали поміщикам, до яких практично не застосовувалося примусове відчуження, і вони з вигодою для себе віддали землі гіршої якості. За ці роки було розпарцельовано 5 % площ великих землевласників та 10 % державних. Селяни, за винятком осадників, не отримали безплатно землі. Землю, яку парцелювали та продавали самі поміщики або земельні управління, перейшла здебільше у власність заможних селян. Все це викликало невдоволення у незаможних селян.

## Закон «Про виконання земельної реформи» (1925)
У першій половині 1920-х років економічне становище Польщі було нестабільним, сотні тисяч осіб виїхали з країни у пошуках роботи. Зростав податок на землю. Особливо земельні проблеми були на Західній Україні.
Внаслідок цього сейм прийняв 20 серпня 1925 року закон «Про виконання земельної реформи», який вступав у дію з 28 грудня 1925 року. Прийняттю цього закону передували запеклі суперечки між партіями, які були представлені в сеймі. Так селянські партії «Пяст» і «Визволєнє» вимагали знизити розміри земель поміщиків до 60 га ріллі, а надлишок викупити за помірними цінам. Комуністи пропонували обмежити земельні володіння до 30 га ріллі, а решту безоплатно передати державі для її подальшої роздачі селянам.
Прийнятий закон вносив уточнення до попередніх земельних документів. Було передбачено щороку парцелювати 200 тис. га, причому, якщо було розподілено менше, то недостача переносилася на наступний рік. Розміри поміщицьких земель на одне володіння на сході (Західна Україна) було зменшено до 300 га. Була продовжена роздача наділів осадникам. До 1929 року було роздано 600 тис. га, причому третина з них була роздана на Західній Україні.
Новий закон на практиці більшу вигоду для великих землевласників і заможних селян. До «обов'язкового викупу» і подальшого продажу парцельованими ділянками підлягали лише землі, де велося нерентабельне господарство. Від парцеляції звільнялися господарства, що займалися тваринництвом, насінневі господарства, лісові масиви, де відбувався промислове господарства. Розміри володінь, які займалися вирощуванням цукрового буряка були обмежені 700 га, картоплі — до 350 га, зерна — до 300 га. Реформа по суті мали створити капіталістичні відносини в селі.
Конкордат, укладений між Ватиканом і Польщею регулював земельне володіння католицькою церквою. Для капітулів, єпископів і семінарій площа земель була обмежена 180 га, для парафій — 30 га. Надлишок, якщо він не підпадав під винятки, повинен був викуплений державою.

## Результати реформи
До 1930 року було перерозподілено 2,65 млн га ріллі, появилося 734 тисяч нових господарств. Проте значна частина землі залишилася у великих землевласників. На 0,5 % господарств, що володіли земельними площами більшими за 50 га, припадало 28,8 % всієї ріллі. Попри те, що площа земельних ділянок, якою володіли дрібні фермери, зросла від 19,6 млн га до 22,5 млн га, у селах Польщі було майже близько 2 млн безробітних.
Джерело: Agravery.com